# Kanjur

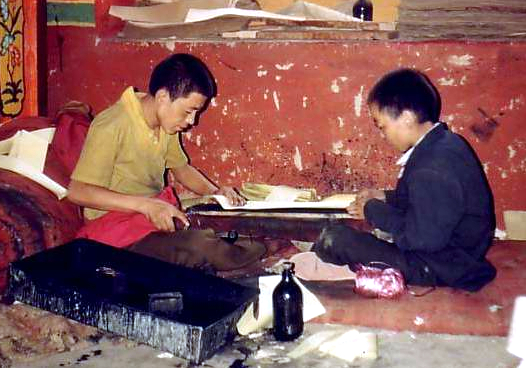
Monjes imprimiendo las escrituras. Monasterio de Sera, Tíbet. 1993

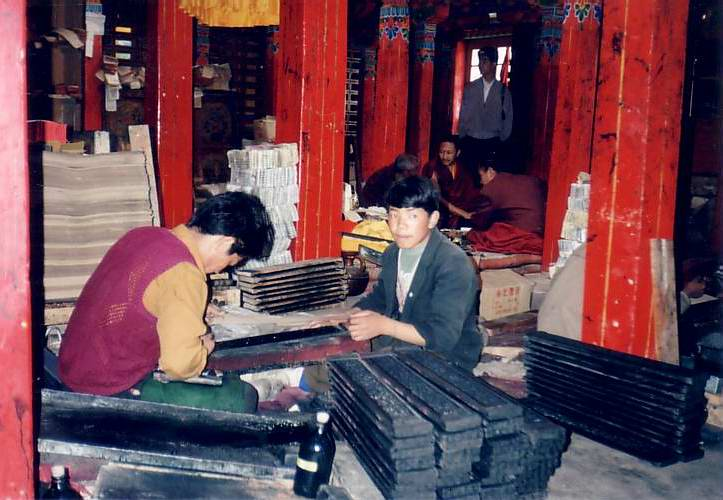
Impresión con boques de madera de las escrituras. Monasterio de Sera, Tíbet. 1993

El Canon del budismo tibetano es una lista de textos sagrados reconocidos por varias escuelas del Budismo Tibetano, compuesto por el Kangyur o Kanjur ('La Traducción de la Palabra') y el Tengyur o Tanjur ('Traducción de los Tratados').

## El Canon Budista Tibetano
Además de los textos fundacionales de las escuelas budistas primitivas, como la Sarvastivada, y textos Mahayana, el canon incluye textos tántricos. Esta categoría no siempre se distingue de las otras, porque incluye piezas no consideradas tántricas por otras tradiciones como el Sutra del Corazón e incluso pasajes del Canon Pali.
El Canon quedó fijado de forma definitiva en el siglo XIV por Bu-ston (1290–1364). Los tibetanos no tenían un Canon Mahayana oficial e idearon su propia organización que divide los textos en dos grandes categorías, las "Palabras de Buda" y los comentarios; respectivamente el Kanjur y el Tanjur. "El Kanjur ocupa hablitualmente entre cien y ciento ocho volúmenes, el Tenjur doscientos veinticinco, y entre los dos contienen 4569 textos."
- Kanjur (Wylie: Bka'-'gyur) o "Traducción de la Palabra" incluye 108 volúmenes con las enseñanzas que la tradición atribuye al propio Buda. Todos los textos se encuentran

en originales en sánscrito aunque en muchos casos las versiones tibetanas se tradujeron del chino u otros idiomas. 
- Tanjur (Wylie: Bstan-'gyur) o "Traducción de los Tratados" es la sección que contiene comentarios y tratados Abhidharma.

El Kanjur contiene secciones de disciplina monástica (Vinaya), sutras de la Perfección de la Sabiduría y otros textos budistas.